# Kaniyambadi
Kaniyambadi es una ciudad censal situada en el distrito de Vellore en el estado de Tamil Nadu (India). Su población es de 9597 habitantes (2011). Se encuentra a 12 km de Vellore y a 72 km de Tiruvannamalai.

## Demografía
Según el censo de 2011 la población de Kaniyambadi era de 9597 habitantes, de los cuales 4821 eran hombres y 4776 eran mujeres. Kaniyambadi tiene una tasa media de alfabetización del 81,46%, superior a la media estatal del 80,09%: la alfabetización masculina es del 88,47%, y la alfabetización femenina del 74,38%.